# Campeonato da F1 Academy de 2024
O Campeonato da F1 Academy de 2024 foi a segunda temporada da F1 Academy, uma categoria de automobilismo exclusivamente feminina, fundada e organizada pela Fórmula 1.
A britânica Abbi Pulling conquistou o título do Campeonato de Pilotos após a disputa da primeira corrida da rodada de Lusail. A equipe Prema Racing foi campeã de construtores pelo segundo ano consecutivo.

## Pilotos e equipes

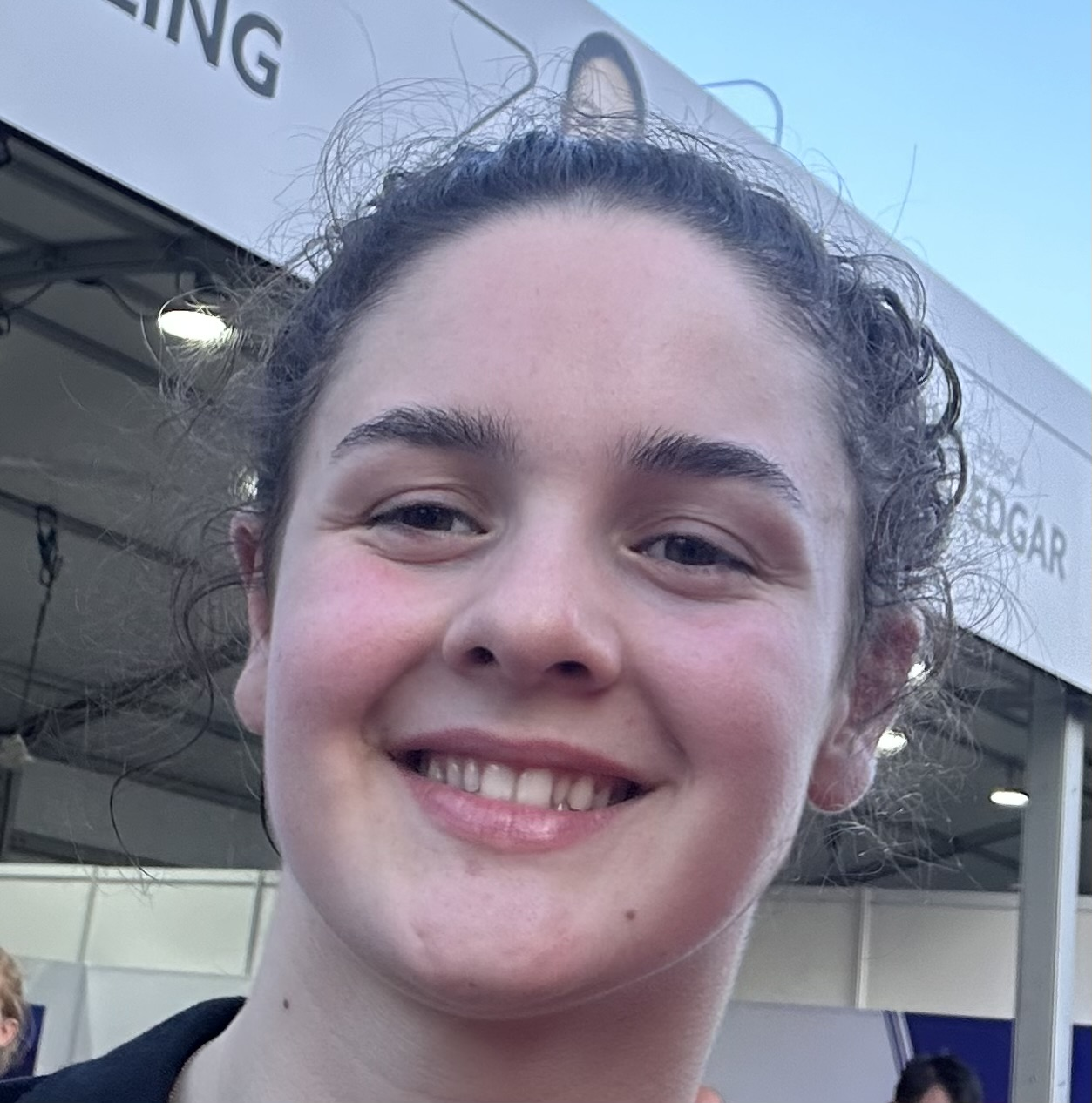
Abbi Pulling, vencedora do campeonato de pilotas de 2024

Como o campeonato é monomarca, todas as equipes competem com carros idênticos. A categoria utiliza o monoposto Tatuus F4-T421, movido por um motor turboalimentado de quatro cilindros e 174 cavalos de potência desenvolvido pela Autotecnica Motori. Os pneus são fornecidos pela Pirelli.
A partir desta temporada, 10 das 15 pilotas serão apoiadas pelas equipes da Fórmula 1 e cada equipe terá sua pintura em um carro. As outras competidoras restantes da série serão apoiadas por outros parceiros.
A F1 Academy anunciou uma atualização no regulamento esportivo, estabelecendo um limite de temporadas para as pilotos. Cada competidora só poderá competir em duas temporadas.
Outra novidade é a introdução dos pontos para a superlicença FIA, que serão distribuídos para as cinco primeiras colocadas do Campeonato de Pilotos. Serão dez pontos para a campeã, sete para segunda colocada, cinco para a terceira, três para a quarta e um para a quinta.
A categoria também passará a contar com inscrições wild card em etapas selecionadas. A Prema Racing, campeã de 2023, alinhará um carro extra para receber uma piloto local convidada. A competidora será selecionada pela F1 Academy, junto com os promotores da corrida e será elegível para marcar pontos no Campeonato de Pilotos.
| Inscrições para a temporada completa | Inscrições para a temporada completa | Inscrições para a temporada completa | Inscrições para a temporada completa | Inscrições para a temporada completa |
| Equipe                               | Nº                                   | Pilota                               | Apoio                                | Etapas                               |
| ------------------------------------ | ------------------------------------ | ------------------------------------ | ------------------------------------ | ------------------------------------ |
| Rodin Motorsport                     | 3                                    | Lola Lovinfosse                      | Charlotte Tilbury                    | Todas                                |
| Rodin Motorsport                     | 9                                    | Abbi Pulling                         | Alpine                               | Todas                                |
| Rodin Motorsport                     | 17                                   | Jessica Edgar                        | American Express                     | Todas                                |
| MP Motorsport                        | 7                                    | Emely de Heus                        | Red Bull Ford                        | Todas                                |
| MP Motorsport                        | 8                                    | Hamda Al Qubaisi                     | Red Bull Racing                      | Todas                                |
| MP Motorsport                        | 88                                   | Amna Al Qubaisi                      | RB                                   | Todas                                |
| Campos Racing                        | 14                                   | Chloe Chambers                       | Haas                                 | Todas                                |
| Campos Racing                        | 15                                   | Carrie Schreiner                     | Kick Sauber                          | Todas                                |
| Campos Racing                        | 30                                   | Nerea Martí                          | Tommy Hilfiger                       | Todas                                |
| ART Grand Prix                       | 16                                   | Bianca Bustamante                    | McLaren                              | Todas                                |
| ART Grand Prix                       | 22                                   | Aurelia Nobels                       | Puma                                 | Todas                                |
| ART Grand Prix                       | 57                                   | Lia Block                            | Williams                             | Todas                                |
| Prema Racing                         | 19                                   | Tina Hausmann                        | Aston Martin                         | Todas                                |
| Prema Racing                         | 28                                   | Doriane Pin                          | Mercedes                             | Todas                                |
| Prema Racing                         | 64                                   | Maya Weug                            | Ferrari                              | Todas                                |
| Inscrições wild card                 |                                      |                                      |                                      |                                      |
| Prema Racing                         | 4                                    | Nina Gademan                         | —                                    | 4                                    |
| Prema Racing                         | 5                                    | Ella Lloyd                           | —                                    | 5                                    |
| Prema Racing                         | 18                                   | Reema Juffali                        | —                                    | 1                                    |
| Prema Racing                         | 77                                   | Courtney Crone                       | QVC                                  | 2                                    |
| Prema Racing                         | 6                                    | Alisha Palmowski                     | —                                    | 6                                    |
| Prema Racing                         | 54                                   | Logan Hannah                         | Away                                 | 7                                    |
| Fonte:                               |                                      |                                      |                                      |                                      |

### Mudanças nas equipes
- Rodin Carlin passa a se chamar Rodin Motorsport após o fundador Trevor Carlin deixar a equipe e a Rodin Cars assumir o controle total. A piloto Megan Gilkes também deixou a equipe e se aposentou das corridas profissionais, sendo substituída por Lola Lovinfosse, que era da Campos Racing na temporada passada.[16][17][18]

- A Prema Racing apresenta uma formação totalmente nova após a saída de Marta García, campeã da temporada de 2023 que progrediu para o Campeonato de Fórmula Regional Europeia; Chloe Chong, que se juntou à JHR Developments no Campeonato Britânico de Fórmula 4; e Bianca Bustamante, que se mudou para a ART Grand Prix. As novas pilotos da equipe são as novatas Doriane Pin, Maya Weug e Tina Hausmann.[19][20][21]

- A ART Grand Prix também apresenta uma nova formação, após a saída de Carrie Schreiner, Chloe Grant e Léna Bühler, que foi promovida para o Campeonato de Fórmula Regional Europeia. Elas foram substituídas por Bianca Bustamante, vinda da Prema Racing; e pelas novatas Aurelia Nobels e Lia Block, que faz sua estreia nas corridas de monoposto.[22][23][24][25]

- A Campos Racing contratou Carrie Schreiner, vinda da ART Grand Prix, e a novata Chloe Chambers. Elas substituíram Lola Lovinfosse, que se mudou para a Rodin Motorsport; e Maite Cáceres, que retornou para o Campeonato dos Estados Unidos de Fórmula 4.[26][27]

### Inscrições "Wild Cards"
Inscrições "Wild Cards" (curingas) foram adicionadas para a temporada de 2024. As pilotas selecionadas recebem uma vaga extra pela Prema Racing (além de suas três inscrições permanentes) por um único fim de semana em rodadas selecionadas e serão elegíveis para marcar pontos no Campeonato de Pilotos. Susie Wolff declarou que os objetivos das inscrições curinga são "promover talentos regionais, envolver-se com comunidades locais e aumentar o pool de talentos nas regiões em que corremos".
- A piloto de GT da Arábia Saudita, Reema Juffali, foi a entrada curinga para a primeira rodada da temporada em Jedá.[11]
- A piloto americana de LMP3 e GT, Courtney Crone, foi a entrada curinga para a segunda rodada da temporada em Miami, apoiada pela QVC.[12]
- A piloto neerlandesa Nina Gademan, que está competindo no Campeonato Britânico de F4 de 2024, foi escolhida como curinga para a quarta rodada em Zandvoort, apoiada pela parceira da série The Female Quotient.[9]
- A piloto britânica Ella Lloyd, que também compete na F4 britânica, foi a entrada curinga para a quinta rodada em Cingapura, competindo com uma pintura Discover Your Drive da F1 Academy.[10]
- A piloto britânica Alisha Palmowski, vice-campeã do Campeonato GB4 de 2024, foi a entrada curinga para a sexta rodada no Catar.[28][29]
- A piloto escocesa Logan Hannah, que corre com licença dos Emirados Árabes e foi a primeira mulher a competir na Fórmula 4 EAU, foi a entrada curinga para a sétima rodada em Abu Dhabi, sendo apoiada pela Away.[13]

## Calendário
O campeonato contará com sete etapas, começando em Gidá, no dia 7 de março, e terminando em Abu Dhabi, no dia 8 de dezembro. Todas as etapas acompanharão o Campeonato Mundial de Fórmula 1 de 2024.
| Etapa  | Circuito                                        | Corrida 1      | Corrida 2      | Corrida 3     |
| ------ | ----------------------------------------------- | -------------- | -------------- | ------------- |
| 1      | Circuito da Corniche de Gidá, Gidá              | 8 de março     | 9 de março     | —             |
| 2      | Autódromo Internacional de Miami, Miami Gardens | 4 de maio      | 5 de maio      | —             |
| 3      | Circuito de Barcelona-Catalunha, Montmeló       | 22 de junho    | 23 de junho    | —             |
| 4      | Circuito de Zandvoort, Zandvoort                | 24 de agosto   | 25 de agosto   | —             |
| 5      | Circuito Urbano de Marina Bay, Singapura        | 21 de setembro | 22 de setembro | —             |
| 6      | Circuito Internacional de Lusail, Lusail        | 30 de novembro | 1 de dezembro  | —             |
| 7      | Circuito de Yas Marina, Abu Dhabi               | 7 de dezembro  | 7 de dezembro  | 8 de dezembro |
| Fonte: |                                                 |                |                |               |

## Resultados e classificação
| Etapas | Etapas | Circuito                         | Pole position | Volta mais rápida | Pilota vencedora  | Equipe vencedora  |
| ------ | ------ | -------------------------------- | ------------- | ----------------- | ----------------- | ----------------- |
| 1      | C1     | Circuito da Corniche de Gidá     | Doriane Pin   | Abbi Pulling      | Doriane Pin       | Prema Racing      |
| 1      | C2     | Circuito da Corniche de Gidá     | Doriane Pin   | Doriane Pin       | Abbi Pulling      | Rodin Motorsport  |
| 2      | C1     | Autódromo Internacional de Miami | Abbi Pulling  | Bianca Bustamante | Abbi Pulling      | Rodin Motorsport  |
| 2      | C2     | Autódromo Internacional de Miami | Abbi Pulling  | Abbi Pulling      | Abbi Pulling      | Rodin Motorsport  |
| 3      | C1     | Circuito de Barcelona-Catalunha  | Abbi Pulling  | Abbi Pulling      | Abbi Pulling      | Rodin Motorsport  |
| 3      | C2     | Circuito de Barcelona-Catalunha  | Abbi Pulling  | Chloe Chambers    | Chloe Chambers    | Campos Racing     |
| 4      | C1     | Circuito de Zandvoort            | Abbi Pulling  | Abbi Pulling      | Abbi Pulling      | Rodin Motorsport  |
| 4      | C2     | Circuito de Zandvoort            | Doriane Pin   | Doriane Pin       | Doriane Pin       | Prema Racing      |
| 5      | C1     | Circuito Urbano de Marina Bay    | Abbi Pulling  | Doriane Pin       | Abbi Pulling      | Rodin Motorsport  |
| 5      | C2     | Circuito Urbano de Marina Bay    | Abbi Pulling  | Abbi Pulling      | Abbi Pulling      | Rodin Motorsport  |
| 6      | C1     | Circuito Internacional de Lusail | Doriane Pin   | Doriane Pin       | Doriane Pin       | Prema Racing      |
| 6      | C2     | Circuito Internacional de Lusail | Doriane Pin   | Corrida cancelada | Corrida cancelada | Corrida cancelada |
| 7      | C1     | Circuito de Yas Marina           | Abbi Pulling  | Abbi Pulling      | Abbi Pulling      | Rodin Motorsport  |
| 7      | C2     | Circuito de Yas Marina           | Abbi Pulling  | Chloe Chambers    | Abbi Pulling      | Rodin Motorsport  |
| 7      | C3     | Circuito de Yas Marina           | Abbi Pulling  | Maya Weug         | Maya Weug         | Prema Racing      |
| Fonte: |        |                                  |               |                   |                   |                   |

### Sistema de pontuação
Serão concedidos dois pontos para a pole position de cada uma das duas corridas. A piloto que marcar a volta mais rápida em cada prova também receberá um ponto, desde que tenha terminado entre as dez primeiras posições e tenha completado mais de 50% da distância programada da corrida.
| Pontuação das corridas | Pontuação das corridas | Pontuação das corridas | Pontuação das corridas | Pontuação das corridas | Pontuação das corridas | Pontuação das corridas | Pontuação das corridas | Pontuação das corridas | Pontuação das corridas | Pontuação das corridas | Pontuação das corridas | Pontuação das corridas |
| ---------------------- | ---------------------- | ---------------------- | ---------------------- | ---------------------- | ---------------------- | ---------------------- | ---------------------- | ---------------------- | ---------------------- | ---------------------- | ---------------------- | ---------------------- |
| Posição                | 1º                     | 2º                     | 3º                     | 4º                     | 5º                     | 6º                     | 7º                     | 8º                     | 9º                     | 10º                    | Pole                   | VMR                    |
| Pontos                 | 25                     | 18                     | 15                     | 12                     | 10                     | 8                      | 6                      | 4                      | 2                      | 1                      | 2                      | 1                      |

### Campeonato de pilotas
| Pos.   | Pilota            | GID | GID | MIA | MIA | BAR | BAR | ZAN | ZAN | SIN | SIN | LUS | LUS | YAS | YAS | YAS | Pts. |
| Pos.   | Pilota            | C1  | C2  | C1  | C2  | C1  | C2  | C1  | C2  | C1  | C2  | C1  | C2  | C1  | C2  | C3  | Pts. |
| ------ | ----------------- | --- | --- | --- | --- | --- | --- | --- | --- | --- | --- | --- | --- | --- | --- | --- | ---- |
| 1      | Abbi Pulling      | 2   | 1   | 1   | 1   | 1   | 2   | 1   | 3   | 1   | 1   | 2   | C   | 1   | 1   | 2   | 338  |
| 2      | Doriane Pin       | 1   | 9   | 2   | 3   | 7   | 5   | 5   | 1   | 3   | 3   | 1   | C   | 3   | 4   | 5   | 217  |
| 3      | Maya Weug         | 3   | 2   | 6   | 5   | Ret | 13  | 3   | 2   | 2   | 2   | 3   | C   | 7   | 5   | 1   | 177  |
| 4      | Nerea Martí       | 14† | 3   | 4   | 7   | 2   | 4   | 2   | 8   | 7   | 5   | 8   | C   | 6   | 6   | 3   | 136  |
| 5      | Hamda Al Qubaisi  | 9   | 5   | 5   | 6   | 5   | 3   | 8   | 4   | 6   | 6   | 4   | C   | 2   | 3   | 10  | 133  |
| 6      | Chloe Chambers    | 4   | 10  | 3   | 4   | 3   | 1   | 6   | 12  | 5   | 8   | 11  | C   | 11  | 2   | 16  | 122  |
| 7      | Bianca Bustamante | 5   | 6   | 9   | 2   | 4   | 7   | 14  | 11  | 16  | 14  | 16  | C   | 5   | 7   | 4   | 73   |
| 8      | Lia Block         | 16† | 11  | 15  | 10  | 10  | 6   | 9   | 15  | 4   | 4   | 6   | C   | 12  | 12  | 15  | 44   |
| 9      | Carrie Schreiner  | 10  | 7   | 12  | 9   | 12  | 11  | 10  | 6   | 8   | 9   | 12  | C   | 9   | Ret | 6   | 34   |
| 10     | Tina Hausmann     | 6   | 13  | Ret | Ret | 9   | 8   | 11  | 9   | 10  | 16  | 15  | C   | 15  | 9   | 4   | 31   |
| 11     | Emely de Heus     | 12  | 12  | 11  | 12  | 6   | 10  | 15  | 13  | 15  | 10  | 10  | C   | 4   | 8   | 9   | 29   |
| 12     | Aurelia Nobels    | 7   | Ret | 13  | 13  | 13  | 14  | 7   | 5   | 14  | 12  | 9   | C   | 10  | 11  | 8   | 29   |
| 13     | Jessica Edgar     | 15  | 4   | 7   | 14  | 8   | 15  | 12  | 16  | 13  | 15  | 7   | C   | 16  | Ret | 12  | 28   |
| 14     | Lola Lovinfosse   | 8   | Ret | 10  | 15  | 11  | 9   | 13  | 7   | 11  | 13  | 14  | C   | 13  | Ret | 7   | 19   |
| 15     | Amna Al Qubaisi   | 13  | 8   | 8   | 8   | Ret | 12  | 16  | 14  | 12  | 11  | 13  | C   | 8   | 13  | 13  | 16   |
| 16     | Nina Gademan      |     |     |     |     |     |     | 4   | 10  |     |     |     |     |     |     |     | 13   |
| 17     | Alisha Palmowski  |     |     |     |     |     |     |     |     |     |     | 5   | C   |     |     |     | 10   |
| 18     | Ella Lloyd        |     |     |     |     |     |     |     |     | 9   | 7   |     |     |     |     |     | 8    |
| 19     | Logan Hannah      |     |     |     |     |     |     |     |     |     |     |     |     | 14  | 10  | 11  | 1    |
| 20     | Courtney Crone    |     |     | 14  | 11  |     |     |     |     |     |     |     |     |     |     |     | 0    |
| 21     | Reema Juffali     | 11  | Ret |     |     |     |     |     |     |     |     |     |     |     |     |     | 0    |
| Pos.   | Pilota            | C1  | C2  | C1  | C2  | C1  | C2  | C1  | C2  | C1  | C2  | C1  | C2  | C1  | C2  | C3  | Pts. |
| Pos.   | Pilota            | GID | GID | MIA | MIA | BAR | BAR | ZAN | ZAN | SIN | SIN | LUS | LUS | YAS | YAS | YAS | Pts. |
| Fonte: |                   |     |     |     |     |     |     |     |     |     |     |     |     |     |     |     |      |

| Cor        | Resultado             |
| ---------- | --------------------- |
| Ouro       | Vencedor              |
| Prata      | 2.º lugar             |
| Bronze     | 3.º lugar             |
| Verde      | Terminou, nos pontos  |
| Azul       | Terminou, sem pontos  |
| Púrpura    | Ret – Retirou-se      |
| Vermelho   | NQ – Não qualificado  |
| Preto      | DSQ – Desqualificado  |
| Branco     | NL – Não largou       |
| Branco     | C – Corrida cancelada |
| Azul claro | AT – Apenas Treino    |
| Sem cor    | NP – Não participou   |
| Sem cor    | Les – Lesionado       |
| Sem cor    | EX – Excluído         |

### Campeonato de equipes
| Pos.   | Equipe           | GID | GID | MIA | MIA | BAR | BAR | ZAN | ZAN | SIN | SIN | LUS | LUS | YAS | YAS | YAS | Pts. |
| Pos.   | Equipe           | C1  | C2  | C1  | C2  | C1  | C2  | C1  | C2  | C1  | C2  | C1  | C2  | C1  | C2  | C3  | Pts. |
| ------ | ---------------- | --- | --- | --- | --- | --- | --- | --- | --- | --- | --- | --- | --- | --- | --- | --- | ---- |
| 1      | Prema Racing     | 1   | 2   | 2   | 3   | 7   | 5   | 3   | 1   | 2   | 2   | 1   | C   | 3   | 4   | 1   | 423  |
| 1      | Prema Racing     | 3   | 9   | 6   | 5   | 9   | 8   | 5   | 2   | 3   | 3   | 3   | C   | 7   | 5   | 4   | 423  |
| 1      | Prema Racing     | 6   | 13  | Ret | Ret | Ret | 13  | 11  | 9   | 10  | 16  | 15  | C   | 15  | 9   | 6   | 423  |
| 2      | Rodin Motorsport | 2   | 1   | 1   | 1   | 1   | 2   | 1   | 3   | 1   | 1   | 2   | C   | 1   | 1   | 2   | 393  |
| 2      | Rodin Motorsport | 8   | 4   | 7   | 14  | 8   | 9   | 12  | 7   | 11  | 13  | 7   | C   | 13  | Ret | 5   | 393  |
| 2      | Rodin Motorsport | 15  | Ret | 10  | 15  | 11  | 15  | 13  | 16  | 13  | 15  | 14  | C   | 16  | Ret | 8   | 393  |
| 3      | Campos Racing    | 4   | 3   | 3   | 4   | 2   | 1   | 2   | 6   | 5   | 5   | 8   | C   | 6   | 2   | 3   | 290  |
| 3      | Campos Racing    | 10  | 7   | 4   | 7   | 3   | 4   | 6   | 8   | 7   | 8   | 11  | C   | 9   | 6   | 7   | 290  |
| 3      | Campos Racing    | 14† | 10  | 12  | 9   | 12  | 11  | 10  | 12  | 8   | 9   | 12  | C   | 11  | Ret | 16  | 290  |
| 4      | ART Grand Prix   | 5   | 6   | 9   | 2   | 4   | 6   | 7   | 5   | 4   | 4   | 4   | C   | 2   | 3   | 10  | 176  |
| 4      | ART Grand Prix   | 7   | 11  | 13  | 10  | 10  | 7   | 9   | 11  | 14  | 12  | 10  | C   | 4   | 8   | 11  | 176  |
| 4      | ART Grand Prix   | 16† | Ret | 15  | 13  | 13  | 14  | 14  | 15  | 16  | 14  | 13  | C   | 8   | 13  | 13  | 176  |
| 5      | MP Motorsport    | 9   | 5   | 5   | 6   | 5   | 3   | 8   | 4   | 6   | 6   | 6   | C   | 5   | 7   | 9   | 144  |
| 5      | MP Motorsport    | 12  | 8   | 8   | 8   | 6   | 10  | 15  | 13  | 12  | 10  | 9   | C   | 10  | 11  | 14  | 144  |
| 5      | MP Motorsport    | 13  | 12  | 11  | 12  | Ret | 12  | 16  | 14  | 15  | 11  | 16  | C   | 12  | 12  | 15  | 144  |
| Pos.   | Equipe           | C1  | C2  | C1  | C2  | C1  | C2  | C1  | C2  | C1  | C2  | C1  | C2  | C1  | C2  | C3  | Pts. |
| Pos.   | Equipe           | GID | GID | MIA | MIA | BAR | BAR | ZAN | ZAN | SIN | SIN | LUS | LUS | YAS | YAS | YAS | Pts. |
| Fonte: |                  |     |     |     |     |     |     |     |     |     |     |     |     |     |     |     |      |

| Cor        | Resultado             |
| ---------- | --------------------- |
| Ouro       | Vencedor              |
| Prata      | 2.º lugar             |
| Bronze     | 3.º lugar             |
| Verde      | Terminou, nos pontos  |
| Azul       | Terminou, sem pontos  |
| Púrpura    | Ret – Retirou-se      |
| Vermelho   | NQ – Não qualificado  |
| Preto      | DSQ – Desqualificado  |
| Branco     | NL – Não largou       |
| Branco     | C – Corrida cancelada |
| Azul claro | AT – Apenas Treino    |
| Sem cor    | NP – Não participou   |
| Sem cor    | Les – Lesionado       |
| Sem cor    | EX – Excluído         |